# アイネット証券
株式会社アイネット証券（英: i-NET Securities Co.,Ltd.）は、東京都千代田区丸の内のパシフィックセンチュリープレイスに本社を置くFX業者。マスコットキャラクターは「ループイフにゃん」。

## 概要
アイネット証券は、オンラインでのFX取引を専門としており、現在証券業務は休止している。
豊富なテクニカル分析を搭載した取引システムが専門的な投資家に好まれていたが、FX自動売買である「ループイフダン」の提供が始まってからは、FX初心者向けのサービスが主体となっている。
また、資産運用の情報サイトであるシストレちゃんねるの運営をしている。

## 沿革
- 2003年11月　会社設立
- 2007年 9月　金融商品取引法第29条による登録
- 2009年 2月  株式会社アイネット証券に社名変更
- 2009年 9月　一般社団法人 金融先物取引業協会に加入
- 2010年 9月　一般社団法人 日本投資顧問業協会に加入
- 2013年10月　「シストレi-NET」のリリース
- 2016年 9月  FX自動売買「ループイフダン」のリニューアル
- 2017年 9月  投資情報サイト「シストレちゃんねる」の公開